# Complejo Cerro Bayo
El Complejo Cerro Bayo es un estratovolcán de varias fumarolas ubicado en la cordillera de los Andes en la frontera entre Argentina (Provincia de Catamarca) y Chile (Región de Atacama), con una altura máxima de 5401 metros (en Chile) y cráter principal en Argentina.